# Liste de salles de basket-ball en France
Cet article présente une liste de stades ou salles de basket-ball en France.

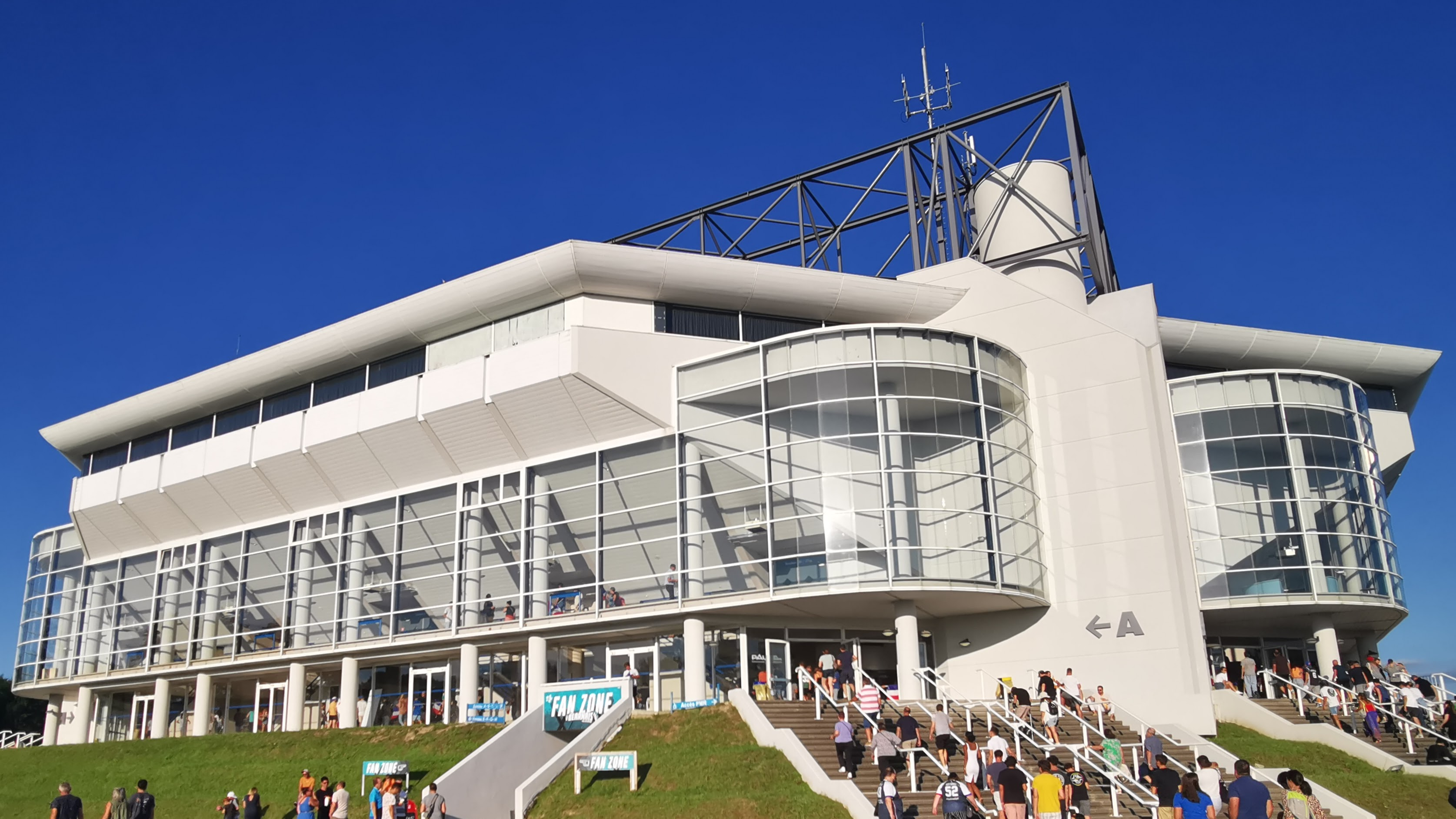
Palais des sports de Pau

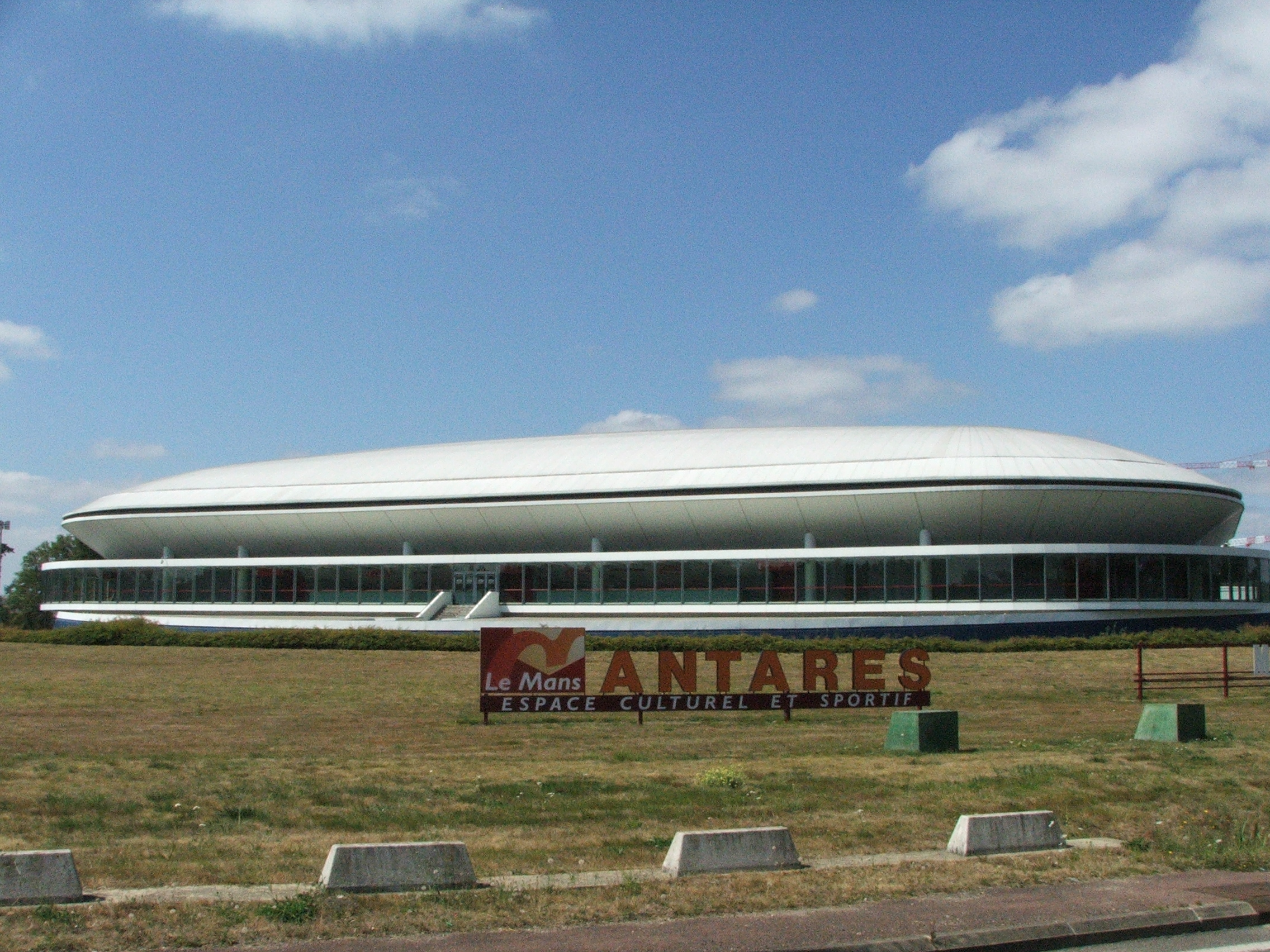
Antarès au Mans

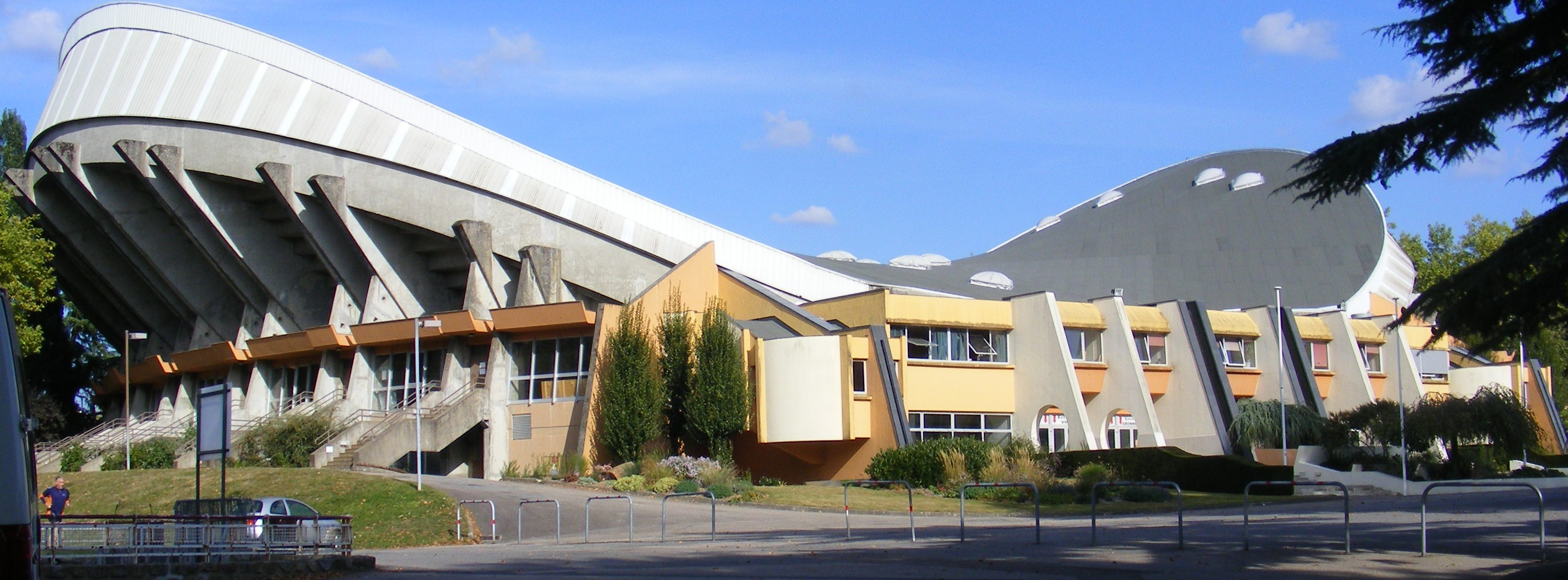
Palais des sports de Beaublanc

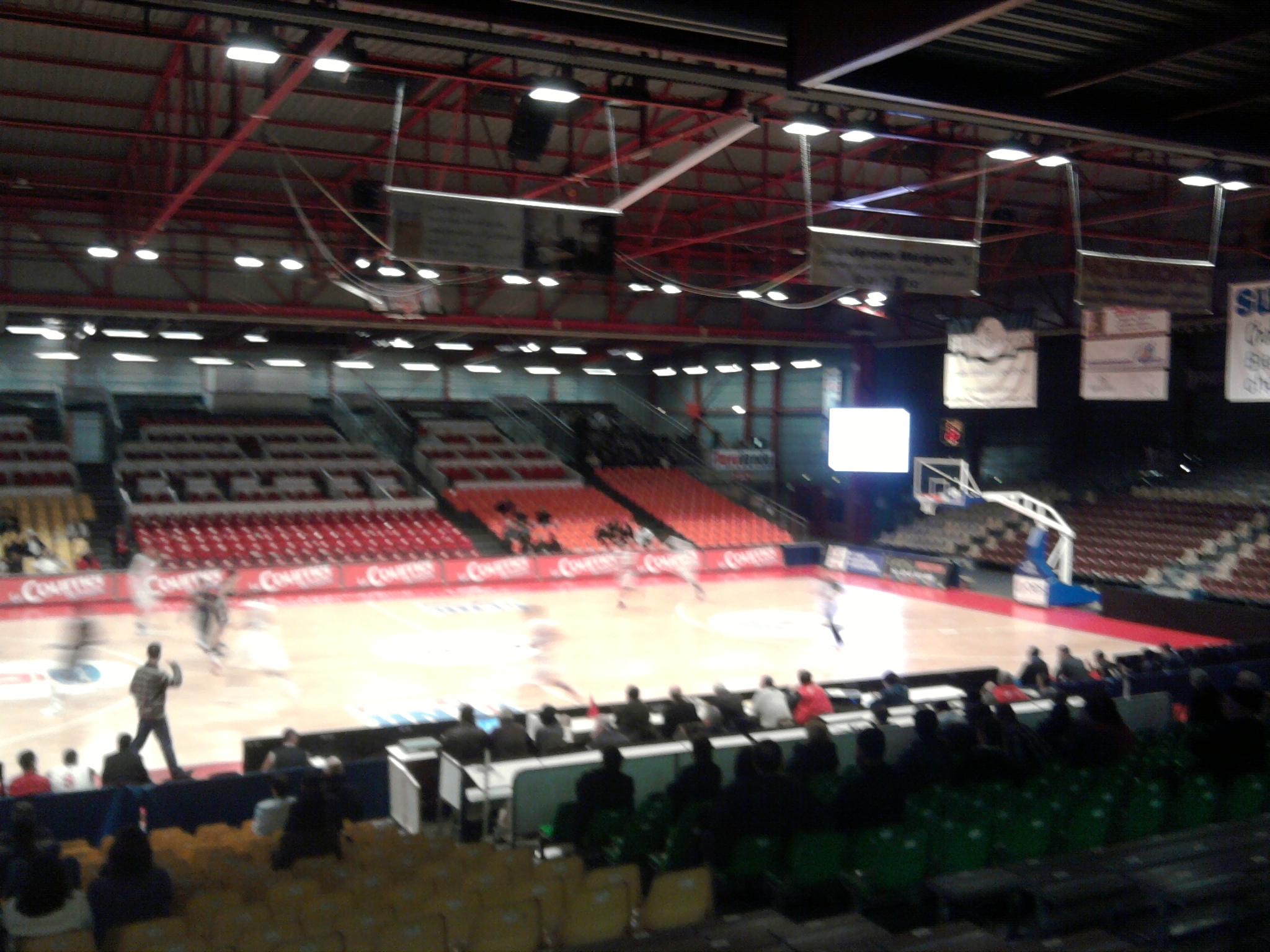
Salle de la Meilleraie de Cholet

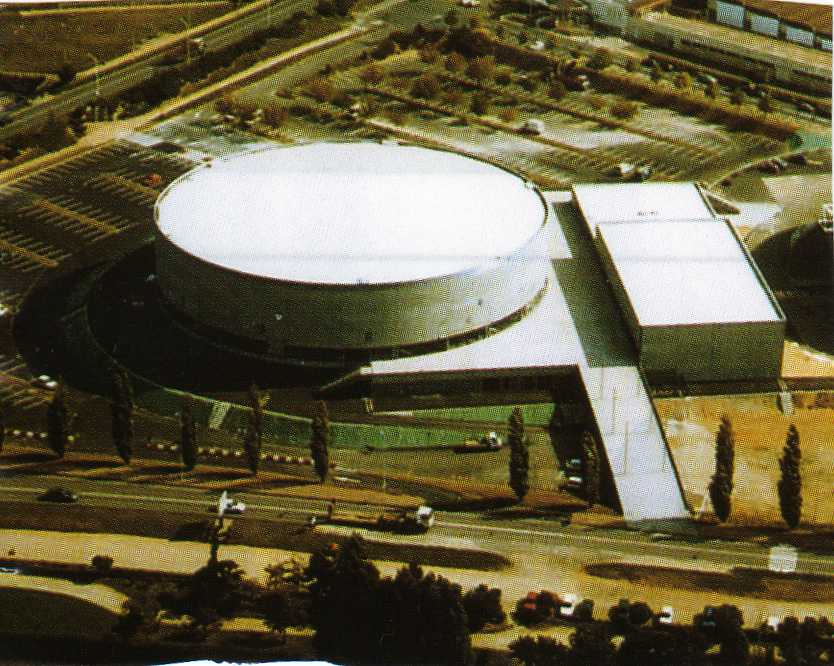
Le Colisée de Chalon-sur-Saône

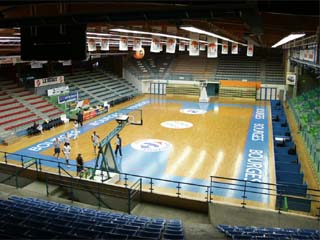
Palais des sports du Prado à Bourges

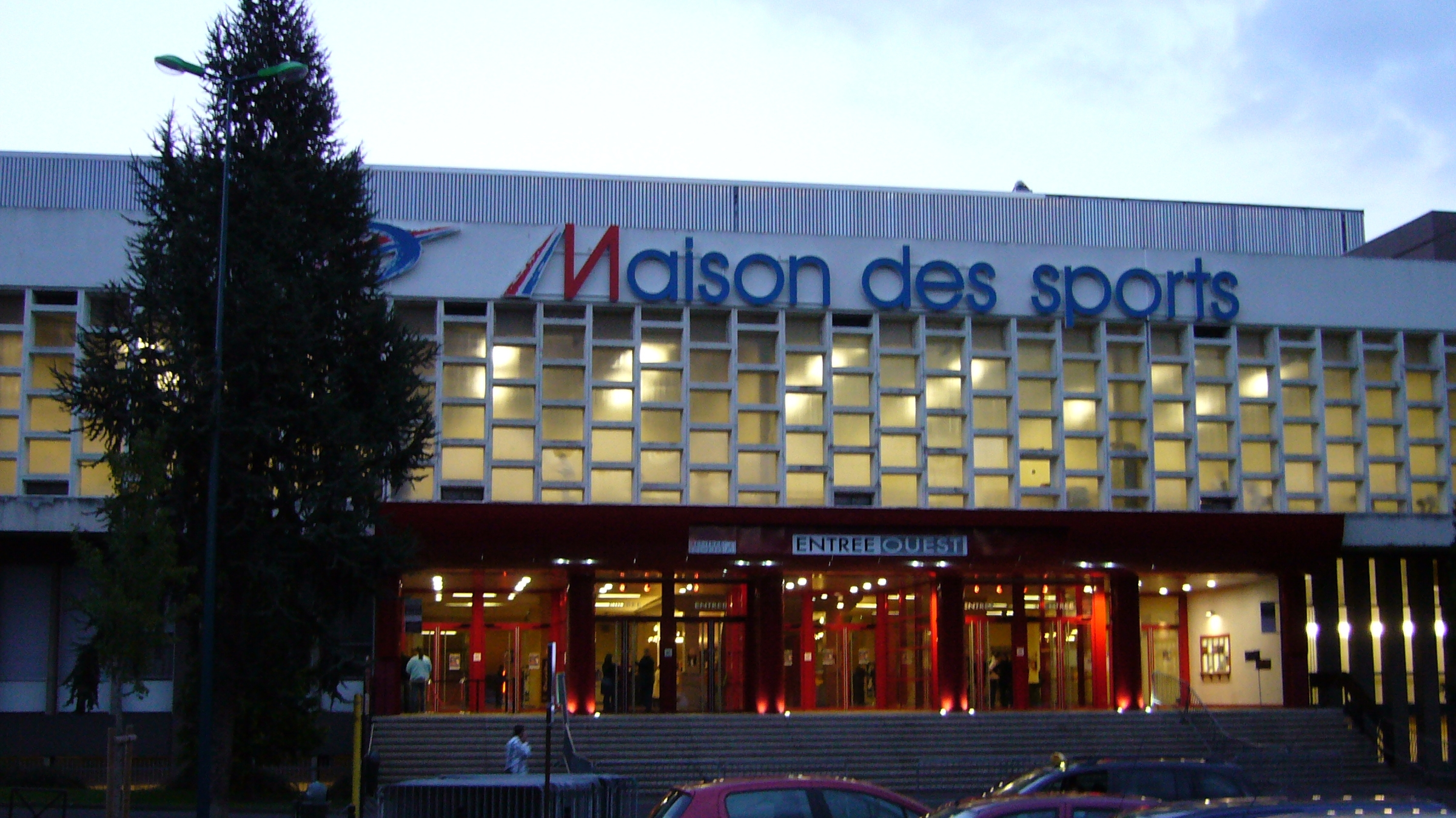
Maison des Sports de Clermont-Ferrand

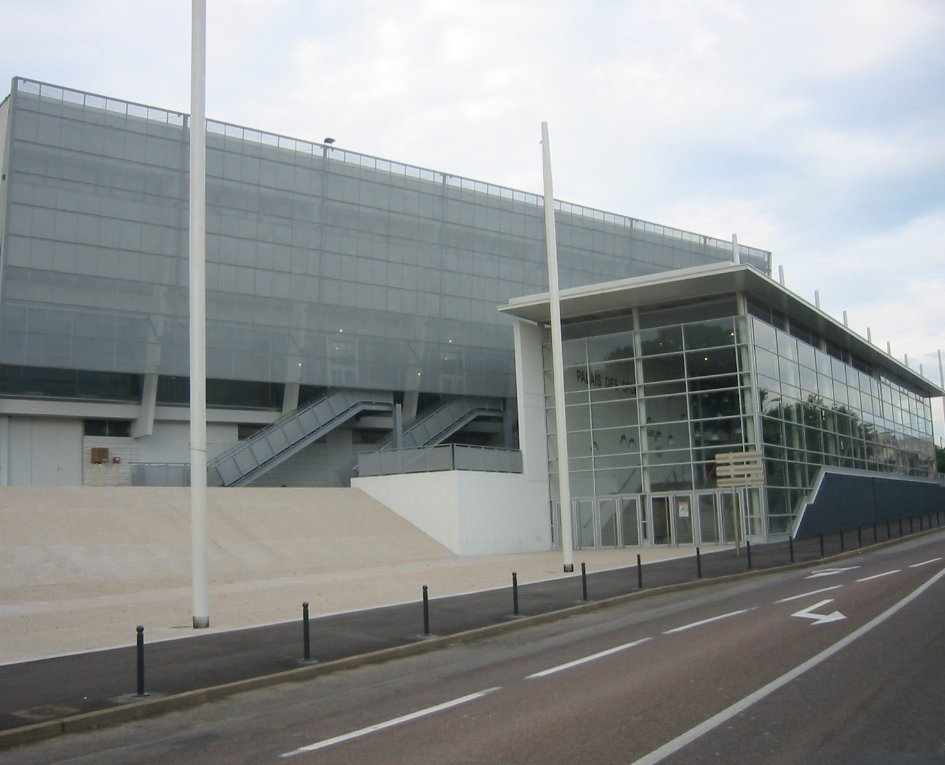
Palais des sports de Besançon

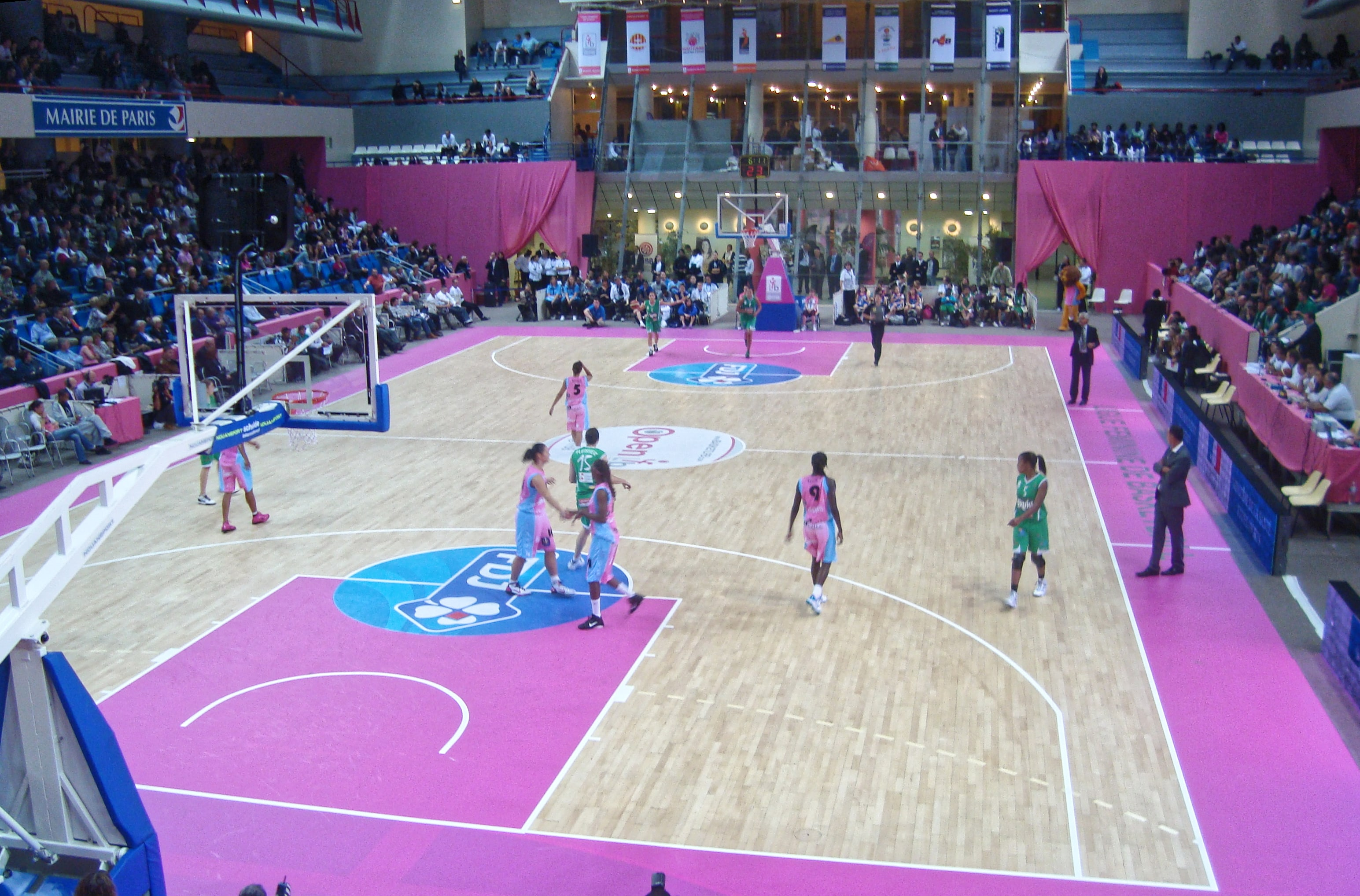
Stade Pierre-de-Coubertin de Paris

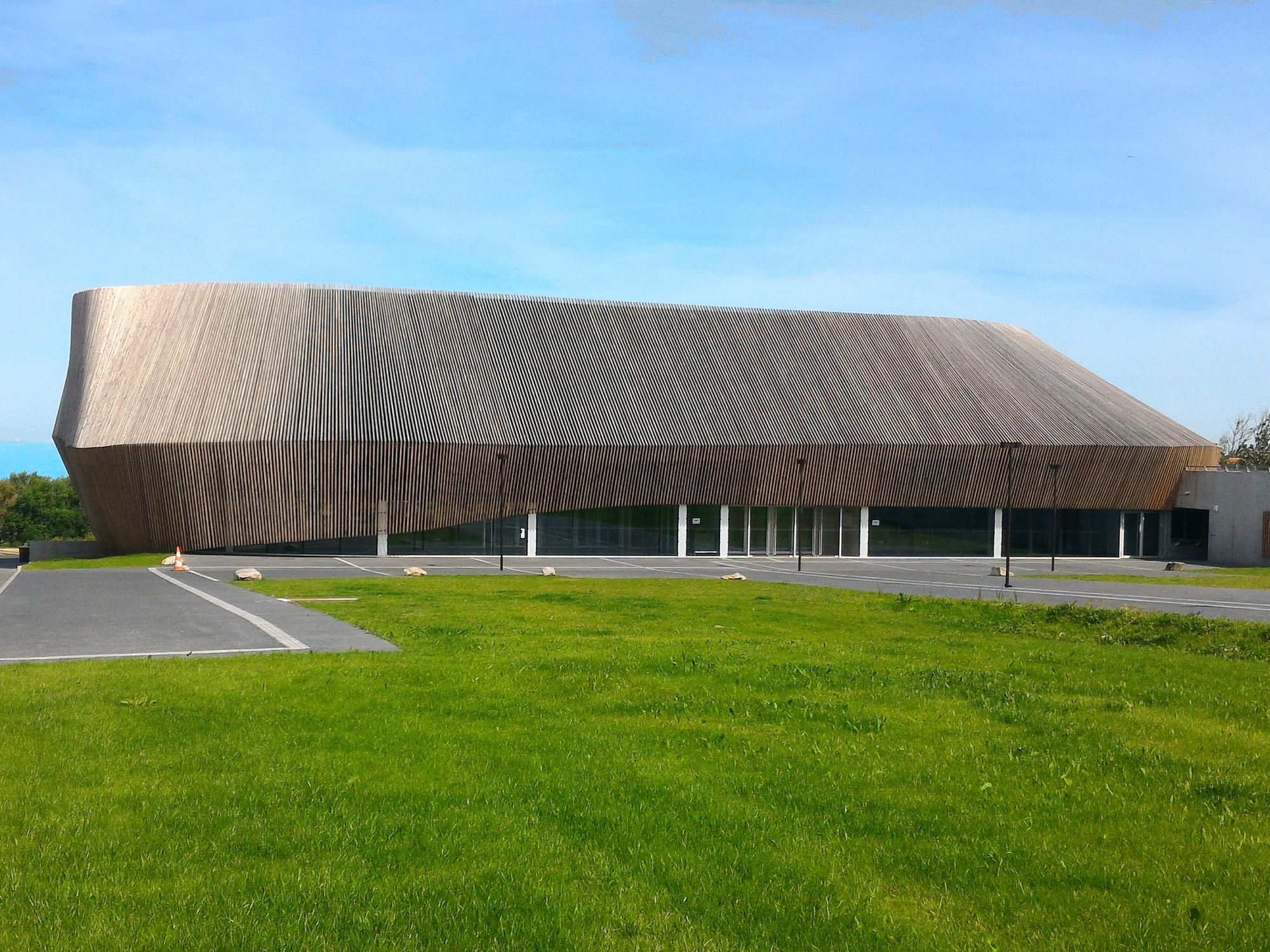
Le Chaudron du Portel

Palais des sports d'Orléans

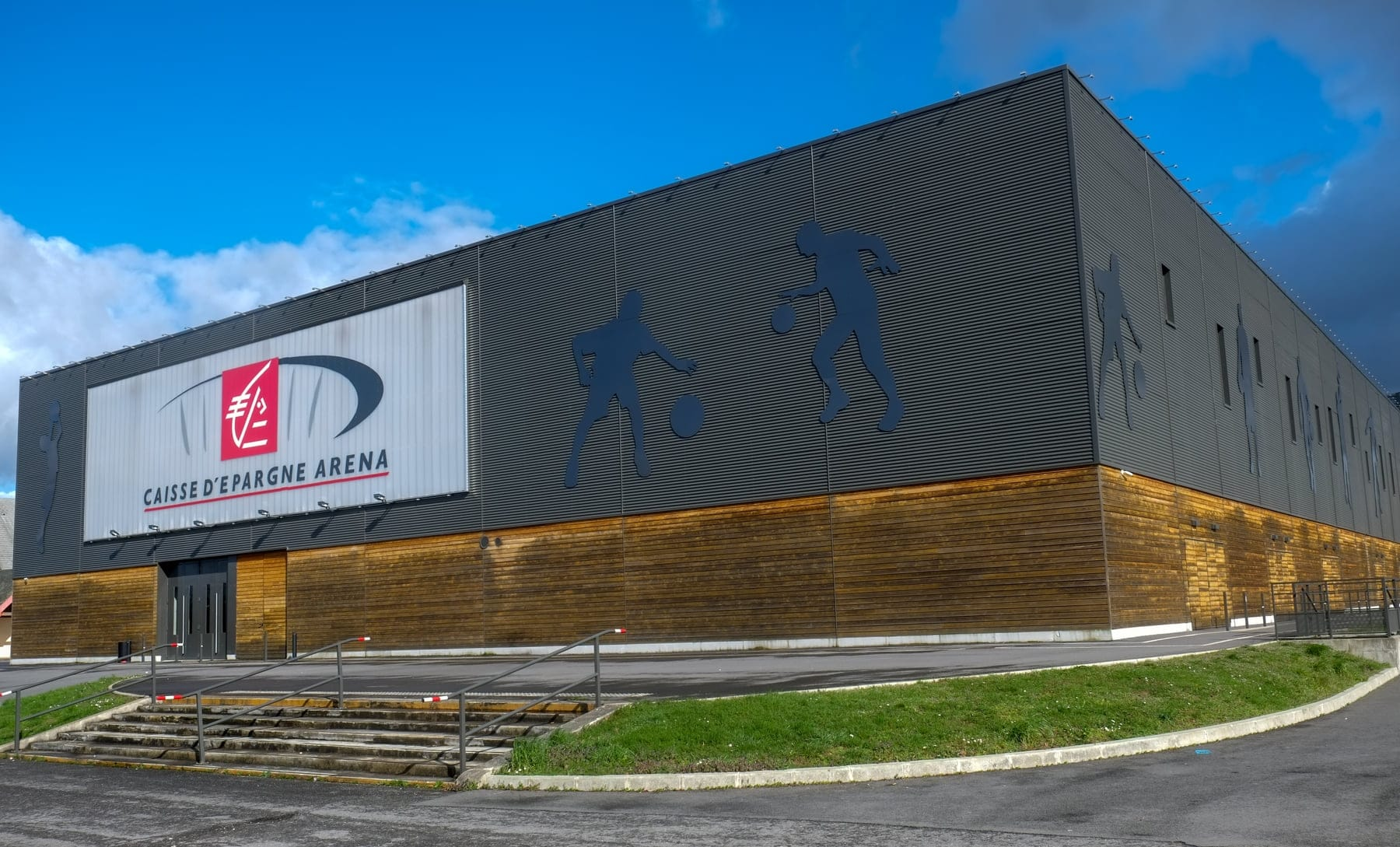
L'Arena

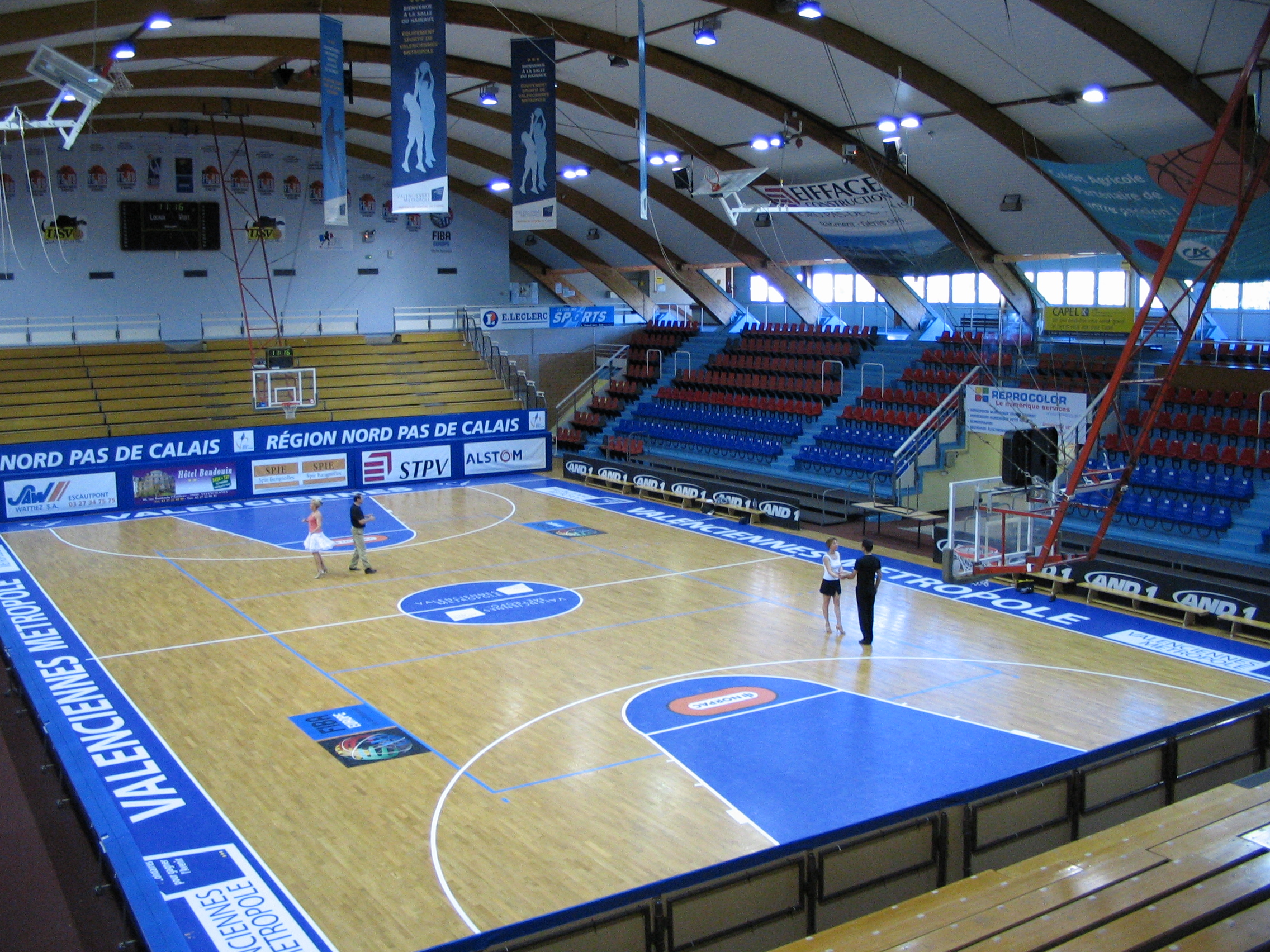
Salle du Hainaut de Valenciennes

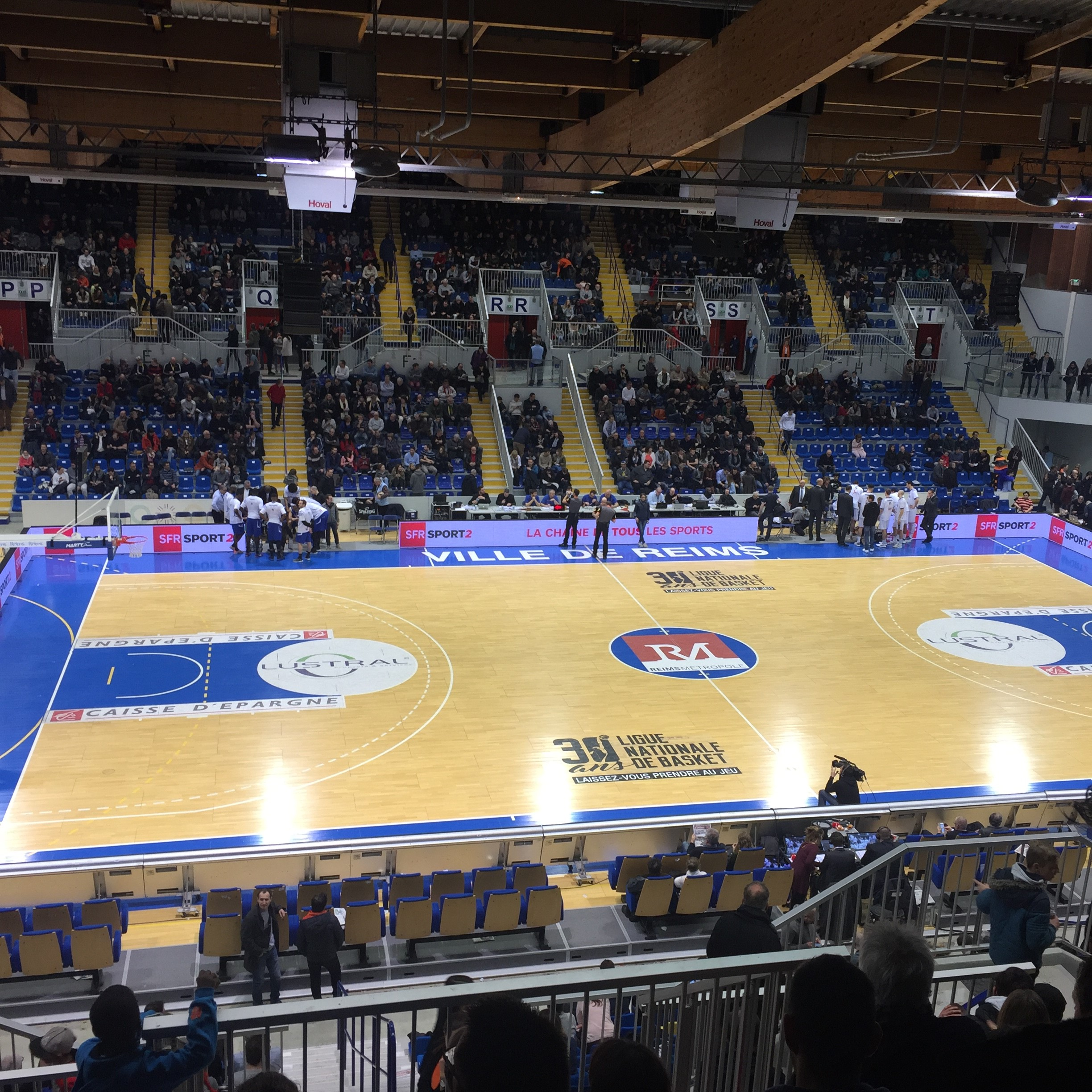
Complexe René-Tys de Reims

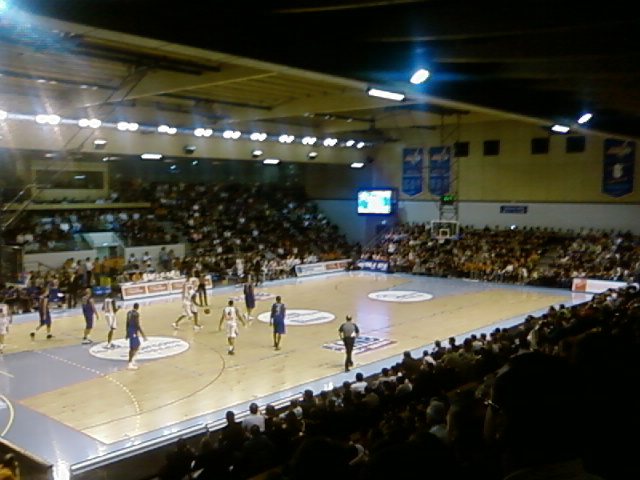
Salle Saint-Éloi de Poitiers

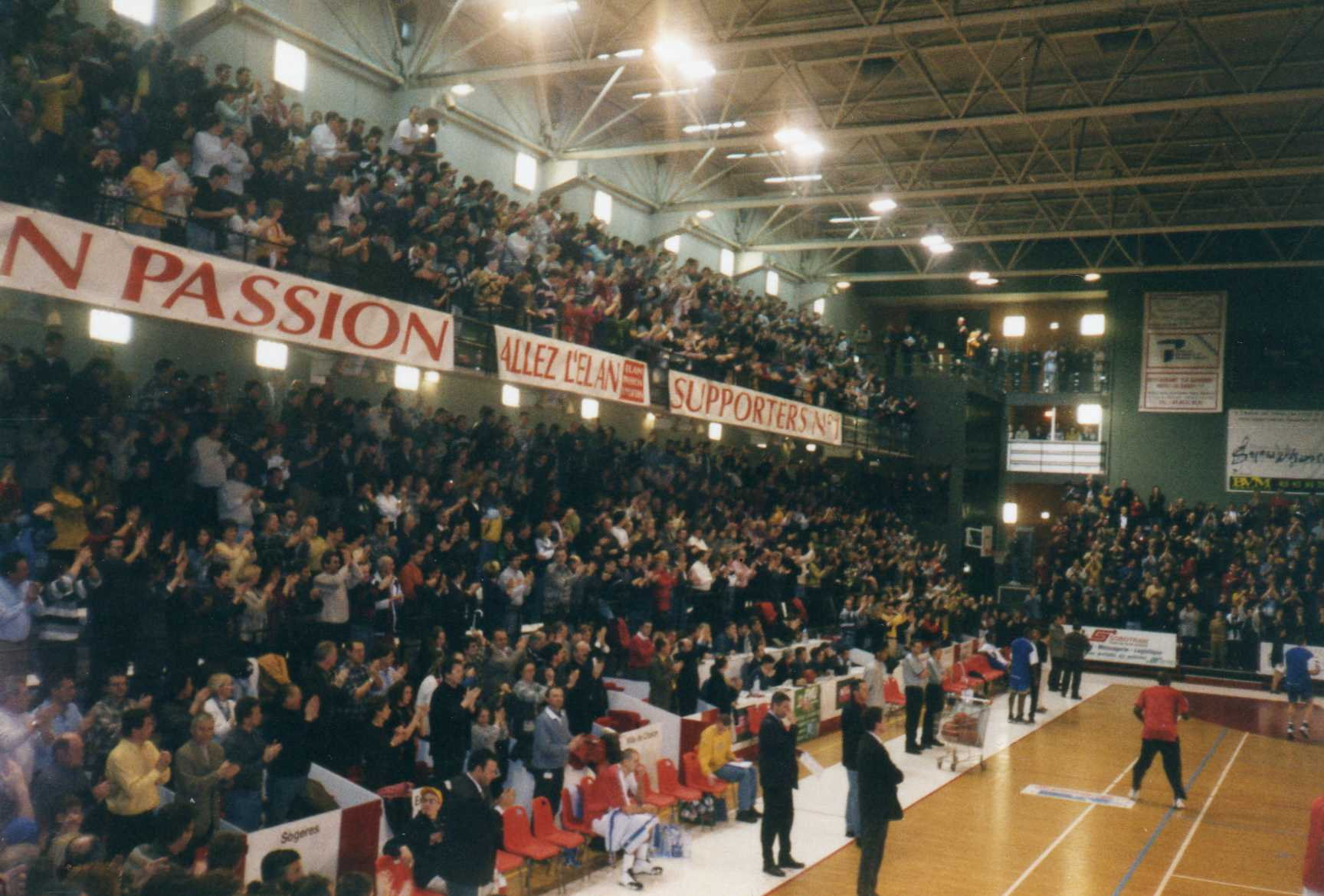
Maison des sports de Chalon-sur-Saône

| Rang | Nom du Stade                                 | Ville                | Capacité | Club principal                                                         | Championnat                  |
| ---- | -------------------------------------------- | -------------------- | -------- | ---------------------------------------------------------------------- | ---------------------------- |
| 0    | Stade Pierre-Mauroy (configuration aréna)    | Villeneuve-d'Ascq    | 26 000   | Aucun                                                                  |                              |
| 1    | Palais omnisports de Paris-Bercy             | Paris                | 15 600   | Aucun                                                                  | All-Star Game LNB            |
| 2    | LDLC Arena                                   | Décines-Charpieu     | 12 523   | ASVEL Lyon-Villeurbanne                                                | Euroleague                   |
| 3    | CO'Met                                       | Orléans              | 9 503    | Orléans Loiret Basket                                                  | Pro B                        |
| 4    | Adidas Arena                                 | Paris                | 8 000    | Paris Basketball                                                       | Pro A                        |
| 5    | Palais des sports de Pau                     | Pau                  | 7 707    | Élan béarnais Pau-Lacq-Orthez                                          | Pro B                        |
| 6    | Rhénus Sport                                 | Strasbourg           | 6 200    | SIG Strasbourg                                                         | Pro A                        |
| 7    | Palais des sports Jean-Weille                | Nancy                | 6 043    | SLUC Nancy                                                             | Pro A                        |
| 8    | Antarès                                      | Le Mans              | 6 035    | Le Mans                                                                | Pro A                        |
| 9    | Palais des sports de Beaublanc               | Limoges              | 6 016    | Limoges CSP                                                            | Pro A                        |
| 10   | Kindarena                                    | Rouen                | 6 000    | Rouen Métropole Basket                                                 | Pro B                        |
| 11   | Astroballe                                   | Villeurbanne         | 5 559    | ASVEL Lyon-Villeurbanne                                                | Pro A                        |
| 12   | Reims Arena                                  | Reims                | 5 500    | Champagne Basket                                                       | Pro B                        |
| 13   | Azur Arena Antibes                           | Antibes              | 5 249    | Olympique d'Antibes                                                    | Pro B                        |
| 14   | Le Palio                                     | Boulazac             | 5 200    | Boulazac Basket Dordogne                                               | Pro B                        |
| 15   | Salle de la Meilleraie                       | Cholet               | 5 191    | Cholet Basket                                                          | Pro A                        |
| 16   | Halle André-Vacheresse                       | Roanne               | 5 035    | Chorale de Roanne                                                      | Pro A                        |
| 17   | Arena Loire                                  | Trélazé              | 5 000    | Union Féminine Angers Basket 49                                        | LFB 2                        |
| 17   | Le Colisée                                   | Chalon-sur-Saône     | 5 000    | Élan sportif chalonnais                                                | Pro A                        |
| 17   | Contact Pévèle Arena                         | Orchies              | 5 000    | Basket Club d'Orchies                                                  | NM1                          |
| 17   | Palais des sports du Prado                   | Bourges              | 5 000    | Tango Bourges Basket                                                   | LFB                          |
| 21   | Palais des sports de Beaulieu                | Nantes               | 4 894    | Hermine de Nantes Atlantique                                           | Pro B                        |
| 22   | Palais des sports Pierre-de-Coubertin        | Montpellier          | 4 800    | Montpellier Paillade Basket                                            | Disparue                     |
| 23   | Palais des sports Jauréguiberry              | Toulon               | 4 700    | Hyères Toulon Var Basket                                               | NM1                          |
| 24   | Palais des sports                            | Dijon                | 4 628    | Jeanne d'Arc Dijon Bourgogne                                           | Pro A                        |
| 25   | Maison des Sports de Clermont-Ferrand        | Clermont-Ferrand     | 4 535    | Stade clermontois Basket Auvergne                                      | Pro B                        |
| 26   | Palais des Sports de Caen                    | Caen                 | 4 200    | Caen Basket Calvados                                                   | NM1                          |
| 26   | Arena Saint-Etienne Métropole                | Saint-Chamond        | 4 200    | Saint-Chamond Basket vallée du Gier                                    | Pro B                        |
| 26   | Palais des sports de Besançon                | Besançon             | 4 200    | Entente Sportive Besançon Masculine Entente Sportive Bisontine Féminin | NM2                          |
| 29   | Le Colisée (Chartres)                        | Chartres             | 4186     | C' Chartres Métropole Basket Masculin C' Chartres Basket Féminin       | Pro B LFB                    |
| 30   | Stade Pierre-de-Coubertin                    | Paris                | 4 016    | Aucun                                                                  |                              |
| 31   | Palais des sports Pierre-Ratte               | Saint-Quentin        | 3 800    | Saint-Quentin Basket-Ball                                              | Pro A                        |
| 32   | Salle Jean-Bouin                             | Angers               | 3 700    | Etoile Angers Basket                                                   | NM2                          |
| 33   | Salle des Docks Océane                       | Le Havre             | 3 598    | Saint Thomas Basket Le Havre                                           | NM1                          |
| 34   | Salle Ekinox                                 | Bourg-en-Bresse      | 3 548    | Jeunesse laïque de Bourg-en-Bresse                                     | Pro A                        |
| 35   | Le Chaudron                                  | Le Portel            | 3 500    | Étoile Sportive Saint-Michel Le Portel                                 | Pro A                        |
| 36   | Salle Jean-Fourré                            | Évreux               | 3 399    | ALM Évreux Basket                                                      | Pro B                        |
| 37   | Salle Calypso                                | Calais               | 3 300    | COB Calais                                                             | NM2 LFB                      |
| 38   | Palais des sports d'Orléans                  | Orléans              | 3 222    | Orléans Loiret Basket                                                  | Pro A                        |
| 39   | Palais des sports Pierre Coulon              | Vichy                | 3 126    | Jeanne d'Arc de Vichy Val d'Allier Auvergne Basket                     | Pro B                        |
| 40   | Palais des sports Marcel-Cerdan              | Levallois            | 3 051    | Metropolitans 92                                                       | Pro A                        |
| 41   | Sportica                                     | Gravelines           | 3 043    | Basket Club Maritime Gravelines Dunkerque Grand Littoral               | Pro A                        |
| 42   | Palais des sports Maurice-Thorez             | Nanterre             | 3 000    | Jeunesse sportive des Fontenelles de Nanterre                          | Pro A                        |
| 43   | Palais des sports Kervaric-Xavier Le Louarne | Lorient              | 2 985    | CEP Lorient                                                            | NM1                          |
| 44   | L'Arena                                      | Charleville-Mezieres | 2 960    | Flammes Carolo basket Étoile de Charleville-Mézières                   | LFB NM1                      |
| 45   | Salle du Hainaut                             | Valenciennes         | 2 900    | Union sportive Valenciennes Olympic                                    | Disparue                     |
| 46   | Complexe René-Tys                            | Reims                | 2 791    | Champagne Basket                                                       | Pro B                        |
| 47   | Palais des sports Pierre-de-Coubertin        | Châlons-en-Champagne | 2 781    | Champagne Basket                                                       | Pro B                        |
| 48   | Salle Saint-Éloi                             | Poitiers             | 2 700    | Poitiers Basket 86                                                     | Pro B                        |
| 49   | Palais des sports                            | Bordeaux             | 2 609    | Jeunes de Saint-Augustin Bordeaux Basket                               | NM2                          |
| 50   | Jeu de paume                                 | Blois                | 2 525    | Abeille des Aydes Blois Basket                                         | Pro B                        |
| 51   | Complexe des Vauzelles                       | Châteaubernard       | 2 500    | Cognac Charente Basket-ball                                            | NM2                          |
| 51   | Espace 3000                                  | Hyères               | 2 500    | Hyères Toulon Var Basket                                               | Pro A                        |
| 51   | Halle Bérégovoy                              | Mondeville           | 2 500    | USO Mondeville                                                         | LFB                          |
| 51   | Petit Palais des sports                      | Toulouse             | 2 500    | Toulouse Métropole Basket                                              | LFB                          |
| 51   | Salle Jean-Degros                            | Denain               | 2 500    | AS Denain Voltaire                                                     | Pro B                        |
| 51   | Stadium Pierre-Maisonnial                    | Saint-Étienne        | 2 500    | Saint-Étienne Basket                                                   | Disparue                     |
| 57   | Salle Michel-Vrignaud                        | Challans             | 2 452    | Vendée Challans Basket                                                 | NM1                          |
| 58   | Le Palacium                                  | Villeneuve-d'Ascq    | 2 300    | Villeneuve-d’Ascq                                                      | LFB                          |
| 59   | Salle Michel Gloaguen                        | Quimper              | 2 230    | Union Jeanne d'Arc Phalange Quimper                                    | NM1                          |
| 60   | Maison des sports                            | Chalon-sur-Saône     | 2 200    | Élan sportif chalonnais                                                | Pro A                        |
| 61   | Salle Marcel-Cerdan                          | Brest                | 2 200    | Étendard de Brest                                                      | NM3                          |
| 62   | Salle Colette-Besson                         | Rennes               | 2 142    | Avenir de Rennes                                                       | NM2                          |
| 63   | Complexe sportif des deux Rives              | Saint-Vallier        | 2 132    | Saint-Vallier Basket Drôme                                             | PRO B                        |
| 64   | Complexe sportif Parsemain                   | Fos-sur-Mer          | 2 000    | Fos Ouest Provence Basket                                              | Pro B                        |
| 64   | Salle De Barros                              | Villeurbanne         | 2 000    | AS Villeurbanne Basket Féminin                                         | NF1                          |
| 64   | Palais des sports                            | Épinal               | 2 000    | GET Vosges                                                             | NM2                          |
| 64   | Palais des sports Damrémont                  | Boulogne-sur-Mer     | 2 000    | Stade olympique maritime boulonnais                                    | Pro B                        |
| 64   | Salle Maurice-Hugot                          | Saint-Amand-les-Eaux | 2 000    | Saint-Amand Hainaut Basket                                             | LFB                          |
| 69   | Salle Gaston-Neveur                          | La Rochelle          | 1 994    | Union Basket La Rochelle                                               | NM1                          |
| 70   | Palais des sports Saint-Sauveur              | Lille                | 1 850    | Lille Métropole Basket Clubs                                           | Pro B                        |
| 71   | Palais des sports de Roche-Arnaud            | Puy-en-Velay         | 1 800    | Amicale Saint-Michel Basket Le Puy Haute-Loire                         | NM2                          |
| 72   | Stadium                                      | Rueil-Malmaison      | 1 800    | Rueil Pro Basket                                                       | NM1                          |
| 73   | Palais des sports du quai de l'Adour         | Tarbes               | 1 650    | Tarbes Gespe Bigorre                                                   | NM1                          |
| 74   | Salle Leyrit                                 | Nice                 | 1 600    | Cavigal Nice Basket 06                                                 | NM3                          |
| 75   | Espace Sport La Forêt                        | Gries                | 1 600    | Basket Club Gries Oberhoffen                                           | NM1                          |
| 76   | Halle des sports Richard-Tetelin             | Arras                | 1 500    | Arras Pays d'Artois Basket Féminin                                     | LFB                          |
| 76   | Halle Marlioz                                | Aix-les-Bains        | 1 500    | Aix Maurienne Savoie Basket                                            | Pro B                        |
| 76   | La Rotonde                                   | Strasbourg           | 1 500    | Souffelweyersheim BC                                                   | NM1                          |
| 76   | Palais des sports                            | Andrézieux-Bouthéon  | 1 500    | ALS Basket Andrézieux-Bouthéon                                         | NM1                          |
| 76   | Salle Bayard                                 | Charleville-Mézières | 1 500    | Flammes Carolo basket Étoile de Charleville-Mézières                   | Plus en service par les pros |
| 76   | Salle de la Poultière                        | Vitré                | 1 500    | Aurore de Vitré                                                        | NM1                          |
| 82   | Palais des sports de Lattes                  | Lattes               | 1 400    | Basket Lattes Montpellier Agglomération                                | LFB                          |
| 82   | Salle Jean-Marie Vanpoulle                   | Cambrai              | 1 400    | Cambrai Basket                                                         | NM3                          |
| 82   | Salle Mado-Bonnet                            | Lyon                 | 1 400    | Union Lyon Basket Féminin                                              | LFB                          |
| 85   | Salle des Cotonniers                         | Rouen                | 1 300    | SPO Rouen Basket (réserve)                                             | NM3                          |
| 86   | Complexe sportif Elisabeth Riffiod           | Villenave-d'Ornon    | 1 200    | St Delphin basket                                                      | NF2                          |
| 86   | Complexe sportif de La Pioline               | Aix-en-Provence      | 1 200    | Pays d'Aix Basket 13                                                   | LFB                          |
| 86   | Halle Jean Cochet                            | Chartres             | 1 200    | Union Basket Chartres Métropole Avenir Basket Chartres                 | NM1 LFB 2                    |
| 86   | Parc des sports de Limonest                  | Limonest             | 1 200    | Ouest Lyonnais Basket                                                  | NM2                          |
| 86   | Palais des sports de Blois                   | Blois                | 1 200    | Abeille des Aydes Blois Basket                                         | Pro B                        |
| 86   | Salle municipale des sports de Prissé        | Prissé               | 1 200    | Étoile sportive Prissé-Mâcon                                           | NM2                          |
| 86   | Salle Polyvalente                            | Challes-les-Eaux     | 1 200    | Challes-les-Eaux Basket                                                | NF3                          |
| 86   | Halle André-Boulloche                        | Saint-Chamond        | 1 200    | Saint-Chamond Basket                                                   | Pro B                        |
| 86   | Halle des Sports d'Ergué-Armel               | Quimper              | 1 200    | AS Ergué-Armel Basketball                                              | R2M                          |
| 95   | Salle Jacques Baurens                        | Valence-sur-Baïse    | 1 163    | Valence Condom Gers Basket                                             | NM3                          |
| 96   | Salle Laloubère                              | Saint-Sever          | 1 100    | Basket Landes                                                          | LFB                          |
| 97   | Gymnase de la Plaine Sportive                | Sorgues              | 1 000    | Sorgues Basket Club                                                    | NM1                          |
| 98   | Salle Léo Lagrange                           | Orchies              | 997      | Basket Club d'Orchies                                                  | NM1                          |
| 99   | Salle Carpentier                             | Le Portel            | 900      | ESSM Le Portel (ancienne salle)                                        | Pro B                        |
| 99   | Gymnase Pons                                 | Perpignan            | 900      | Basket Catalan Perpignan Méditerranée                                  | Disparu                      |
| 101  | Gymnase Arthur-Dugast                        | Rezé                 | 800      | Nantes-Rezé Basket 44                                                  | NM3                          |
| 101  | Salle Marc Burnod                            | Dunkerque            | 800      | Dunkerque-Malo grand littoral basket club                              | LFB 2                        |
| 103  | Complexe sportif El'Hogar                    | Bidart               | 700      | Denek Bat Bayonne Urcuit                                               | NM2                          |
| 103  | Halle des sports                             | Roche-la-Molière     | 700      | Amicale laïque de Roche-la-Molière                                     | NM2                          |

## Salles détruites ou plus utilisées
| Rang | Nom du Stade | Ville  | Capacité | Club principal       | Championnat |
| ---- | ------------ | ------ | -------- | -------------------- | ----------- |
| 01   | La Moutète   | Orthez | 3500     | Élan béarnais Orthez | Pro A       |